# Lutzketal
Lutzketal war eine von 1998 bis 2003 existierende kurzlebige Gemeinde im Amt Schenkendöbern (Landkreis Spree-Neiße, Brandenburg). Sie war ein Zusammenschluss der sechs ursprünglich selbständigen Gemeinden Grano, Groß Drewitz, Krayne, Lauschütz, Schenkendöbern und Sembten. 2003 schloss sie sich mit drei anderen Gemeinden zur Gemeinde Schenkendöbern zusammen, und das Amt Schenkendöbern wurde aufgelöst. Ende 2002 hatte Lutzketal 1744 Einwohner.

## Geographische Lage
Lutzketal lag im nordöstlichen Teil des Gemeindegebietes von Schenkendöbern. Es grenzte im Norden an die Gemeinden Henzendorf, Göhlen, Bomsdorf und Steinsdorf (alle Amt Neuzelle), im Osten und Südosten an die Stadt Guben, im Süden an Atterwasch, im Südwesten an Bärenklau und im Westen an die Gemeinde Pinnow-Heideland (alle Amt Schenkendöbern).

## Geschichte
1992 schlossen sich Grano, Groß Drewitz, Krayne, Lauschütz, Schenkendöbern und Sembten zusammen mit Atterwasch, Grabko, Bärenklau, Lübbinchen, Pinnow, Reicherskreuz, Staakow, Groß Gastrose und Kerkwitz zum Amt Schenkendöbern zusammen. Als Zeitpunkt des Zustandekommen des Amtes wurde der 1. Oktober 1992 festgelegt. Alle Gemeinden gehörten damals noch zum Kreis Guben.
Zum 31. Dezember 1998 wurde der Zusammenschluss der Gemeinden Grano, Groß Drewitz, Krayne, Lauschütz, Schenkendöbern und Sembten zur neuen Gemeinde Lutzketal rechtswirksam. Zu diesem Zeitpunkt hatte die neue Gemeinde noch 1901 Einwohner.
Am 18. Juli 2002 genehmigte das Ministerium des Innern des Landes Brandenburg den Zusammenschluss der Gemeinden Atterwasch, Bärenklau, Grabko, Lutzketal und Pinnow-Heideland zur neuen Gemeinde Schenkendöbern, der aber erst zum 26. Oktober 2003 rechtswirksam wurde. Ebenfalls zum 26. Oktober 2003 wurde die Gemeinde Gastrose-Kerkwitz per Gesetz in neu gebildete Gemeinde Schenkendöbern eingegliedert. Das Amt Schenkendöbern wurde aufgelöst, die Gemeinde Schenkendöbern amtsfrei. Grano, Groß Drewitz, Krayne, Lauschütz, Schenkendöbern und Sembten sind heute Ortsteile von Schenkendöbern.

## Bürgermeister
Letzter Bürgermeister von Lutzketal war Frank Buder.

## Belege
1. 1 2  Beitrag zur Statistik Landesbetrieb für Datenverarbeitung und Statistik Historisches Gemeindeverzeichnis des Landes Brandenburg 1875 bis 2005 19.13 Landkreis Spree-Neiße PDF
2. ↑  Bildung des Amtes Schenkendöbern. Bekanntmachung des Ministers des Innern vom 26. August 1992. Amtsblatt für Brandenburg - Gemeinsames Ministerialblatt für das Land Brandenburg, 3. Jahrgang, Nummer 81, 22. Oktober 1992, S. 1910/1.
3. ↑  Bildung der neuen Gemeinde Lutzketal. Bekanntmachung des Ministeriums des Innern vom 23. Dezember 1998. Amtsblatt für Brandenburg - Gemeinsames Ministerialblatt für das Land Brandenburg, 10. Jahrgang, Nummer 5, 9. Februar 1999, S. 72.
4. ↑  Bildung der neuen Gemeinde Schenkendöbern. Bekanntmachung des Ministeriums des Innern vom 18. Juli 2002. Amtsblatt für Brandenburg Gemeinsames Ministerialblatt für das Land Brandenburg, 13. Jahrgang, 2002, Nummer 31, 31. Juli 2002, S. 663 PDF
5. ↑  Sechstes Gesetz zur landesweiten Gemeindegebietsreform betreffend die Landkreise Dahme-Spreewald, Elbe-Elster, Oberspreewald-Lausitz, Oder-Spree und Spree-Neiße (6.GemGebRefGBbg) vom 24. März 2003, Gesetz- und Verordnungsblatt für das Land Brandenburg, I (Gesetze), 2003, Nr. 05, S. 93
6. ↑  Hauptsatzung der Gemeinde Schenkendöbern vom 29. September 2009 PDF
7. ↑  B. Remus: Beleuchtungsvertrag unter Dach und Fach (Seite nicht mehr abrufbar, festgestellt im März 2022. Suche in Webarchiven)  Info: Der Link wurde automatisch als defekt markiert. Bitte prüfe den Link gemäß Anleitung und entferne dann diesen Hinweis. Lausitzer Rundschau vom 22. Oktober 2003